# Thomas Schelling
Thomas Crombie Schelling (født 14. april 1921, død 13. december 2016) var en amerikansk økonom og professor ved University of Maryland. Han blev i 2005 tildelt Nobelprisen i økonomi (delt med Robert Aumann) for sit arbejde indenfor spilteori.
Hans mest kendte bog The Strategy of Conflict betragtes som en af de mest indflydelsesrige bøger siden 2. verdenskrig. I en anden artikel Dynamic Models of Segregation forklarede han, hvordan et kvarter med kun hvide beboere kunne forvandle sig til et kvarter med kun farvede beboere, uden at beboerne egentlig havde noget imod at bo i et integreret kvarter. 